# 嵩县第一高级中学
34°09′11″N 112°06′7.5″E / 34.15306°N 112.102083°E
嵩县第一高级中学简称嵩县一高，俗称一中，是中国河南省洛阳市嵩县的一所高级中学，是河南省示范性普通高中之一。地理坐标

## 概况
位于洛阳市嵩县的陆浑湖畔，该学校办学历史悠久，最早可追溯至清朝时期。当前学校有高中三个年级，拥有图书馆、标准体育场等教学和运动场所。
嵩县一高是河南省第三批入选的示范性普通高中，教学质量良好。